# British Electromobile Company
British Electromobile Company Ltd., zuvor British & Foreign Electric Vehicle Company Ltd., war ein britischer Hersteller von Automobilen.

## Unternehmensgeschichte
Das Unternehmen British & Foreign Electric Vehicle Company Ltd. wurde 1900 im Londoner Stadtteil Lambeth gegründet. Der Import von Elektroautos von der Compagnie Parisienne des Voitures Électriques Système Kriéger begann, die als BEC und Powerful angeboten wurden. Im November 1900 erfolgte die Umfirmierung in British Electromobile Company Ltd. 1902 begann die Produktion von Automobilen. Der Markenname lautete Electromobile. Zwischen 1908 und 1911 endete die Produktion. Ab 1908 wurden Fahrzeuge von Opel vertrieben. Im März 1914 ging das Unternehmen in außergerichtliche Liquidation. 1919 entstand ein letztes Fahrzeug unter dem Markennamen Elmo.

## Fahrzeuge
Das Unternehmen stellte Elektroautos her. Greenwood & Batley aus Leeds lieferte oftmals die Fahrgestelle, insgesamt waren es 303. Die ersten fünfzig Fahrzeuge hatten den Elektromotor im Heck und Vollgummireifen. Verschiedene Karosseriehersteller aus London und Gloucester wie die Gloucester Railway Carriage & Waggon Company Ltd. fertigten die Karosserien. 1908 entstanden 20 Taxis für London.
Der Prototyp von 1919 wurde auf der Olympia Show präsentiert. T. H. Gill aus Paddington fertigte die Karosserie. Als Preis waren 1050 Pfund für das Fahrzeug, 250 Pfund für die Batterien und 42 Pfund für die Reifen vorgesehen.